# Bad Pirawarth
Bad Pirawarth es un municipio situado en el distrito de Gänserndorf, en el estado de Baja Austria, Austria. Tiene una población estimada, a inicios de 2023, de 1789 habitantes.
Está ubicado al noreste del estado, entre Viena, al oeste; el río Danubio, al sur, y el río Morava (afluente del Danubio que la separa de Eslovaquia), al este.